# Eulàlia Rosell i Capdevila
Eulàlia Rosell i Capdevila (Vilanova i la Geltrú, 31 d'agost de 1879 - 4 de febrer de 1953), fou una destacada activista cultural i esperantista catalana.

## Biografia
Junt a la seva germana Teresa fou professora de català per adults i nens a casa seva i a l'Ateneu. També ajudaren a recuperar les danses de Vilanova, aleshores ja perdudes, i moltes cançons tradicionals, col·laborant amb el seu amic Joan Amades.
Va ser membre activa del grup esperantista de Vilanova i la Geltrú i presidenta de l'entitat "Cívica femenina (Cristianisme i catalanisme)".
És traductora de l'obra de teatre en esperanto, Un Retrat (1910)', de l'escriptora txeca Nadina Kolovrat, el primer llibre traduït de l'esperanto al català.
Va ser autora del lema de la Federació Catalana d'Esperantistes, «Maro estas gutaro», i el 1913 va rebre la Flor Natural als Jocs Florals Internacionals d'Olot pel poema Vi, kial ne venas?, escrit juntament amb la seva germana Teresa Rosell, amb qui col·laborà estretament al llarg de tota la seva vida.
Després de la guerra, les dues germanes es van veure abocades a la misèria, ja que el nou règim els obligà a tancar l'acadèmia i moriren a la Casa d'Empara, on per entrar-hi s'hagueren de vendre la casa.